# Гросуплє
Гросуплє (словен. Grosuplje) — поселення в общині Гросуплє, Осреднєсловенський регіон, Словенія. Висота над рівнем моря: 343,1 м.